# Sten Vilar
Sten Vilar, slovenski igralec, animator, profesor pedagogike * 25. maj 1957, Medvode.
Že v mladih letih se je Sten navduševal za igranje v gledališču. V 70. letih dvajsetega stoletja je  v gledališču Pirniče igral abonmajske predstave. Med takratnimi soigralci so bili tudi Janez Škof in še nekatera druga znana slovenska imena. Po končani srednji šoli in kasneje, ko je diplomiral na filozofski fakulteti ter postal profesor pedagogike, se je zaposlil v Slovenskem dijaškem domu Simon Gregorčič v Gorici (Italija). 
Tam je delal vse do leta 1994, ko se je odločil za samostojno pot in ustanovil Studio Anima - gledališče za velike in male. Trenutno je v repertoarju 13 gledaliških in lutkovnih predstav. Izdali so 7 zgoščenk z avtorskimi pesmimi in glasbo, ki jo je soustvarjal z vrhunskmi slovenskmi glasbeniki kot so: Nuša Derenda, Alenka Godec, Damjana Golavšek, Boštjan Grabnar, Pinocchio, Damjana Kenda Hussu in drugi. Izdal je tudi 3 slikanice, ki so jih ilustrirali Rok Vilar (sin), Igor Ribič in že pokojni Matjaž Schmidt. Je tudi prejemnik nagrade Zlata Pika za najboljšo predstavo na Pikinem festivalu. Gledališče je gostovalo v Avstraliji, na Švedskem, Italiji in drugih Evropskih državah.Na svoji poslovni poti je bil Sten Vilar tudi urednik Cicibana (revije za otroke. Idejno je sodeloval pri projektih oblikovanja maskote Term Banovci, Pošte Slovenije (Poštar Pavli), Mercatorja oz. pekarne Grosuplje (Pek Matevž). Prejel je tudi Zlatega petelina (predhodnik Viktorja) za zgoščenko "Hop Cefizelj". Zelo je prepoznaven po otroških pesmi in velja za pionirja slovenske animacije in otroške zabavne scene. Leta 2013 je začel pisati doktorsko nalogo iz specialne pedagogike. Tako predava po izobraževalnih ustanovah in uči novih metod vzgoje in animacije otrok in mladostnikov.Je specialist za vedenjske motnje.
Njegov moto in moto Studia Anima je "Skupaj Lažje Rastemo!"